# Will Power
Will Power er en amerikansk stumfilm fra 1913 af Phillips Smalley.

## Medvirkende
- Pearl White - Pearl
- Chester Barnett - Chester
- Joseph Belmont